# Duripelta koomaa
Duripelta koomaa là một loài nhện trong họ Orsolobidae.
Loài này thuộc chi Duripelta. Duripelta koomaa được Raymond Robert Forster & Norman I. Platnick miêu tả năm 1985.